# 32. sydlige breddekreds
Den 32. sydlige breddekreds (eller 32 grader sydlig bredde) er en breddekreds, der ligger 32 grader syd for ækvator. Den løber gennem Atlanterhavet, Afrika, det Indiske Ocean, Australasien, Stillehavet og Sydamerika.
Breddekredsen går gennem Perth et par km syd for byens centrum.